# Phare de Berry Head
Le phare de Berry Head est un phare situé à l'extrémité de la péninsule de Berry Head (en) près de Brixham, dans le comté du Devon en Angleterre.
Ce phare est géré par la Trinity House Lighthouse Service de Londres, l'organisation de l'aide maritime des côtes de l'Angleterre.

## Histoire
Le phare de Berry Head a été construit en 1906, puis très vite automatisé et converti en alimentation d'acétylène en 1921. Il a été modernisé en 1994 et depuis lors il fonctionne à l'électricité. La lumière a une portée de 35 km et émet un double flash blanc toutes les 15 secondes.
Berry Head est censé être le phare le plus petit de Grande-Bretagne, mais il est aussi l'un des plus élevés. Il ne fait que 5 mètres de haut mais, du haut de sa falaise, il domine à 58 mètres au-dessus du niveau moyen de la mer.
Le sémaphore était sur Berry Head avant 1875 et a servi de station de signalisation Lloyds pour Torbay.
Identifiant : ARLHS : ENG-007 - Amirauté : A0244 - NGA : 0344 .
|             |
| La lanterne |

|                                         |
| Le phare et la station des gardes-côtes |

### Lien connexe
- Liste des phares en Angleterre